# Хмельницький Ісаак Абрамович
Ісаак Абрамович Хмельницький  (1861, Павлоград — 1941, Махачкала) — історик революційного руху, правознавець.

## Життєпис
І. А. Хмельницький народився 1 липня 1861 року у Павлограді Катеринославської губернії в родині міщан.
У 1887 році закінчив юридичний факультет С.-Петербурзького університету із ступенем кандидата права.
Під час навчання приєднався до народницького гуртку, був заарештований за участь в демонстрації.
В 1887 році переїхав до Одеси, де став адвокатом й членом багатьох громадських організацій — по боротьбі з голодом, по розповсюдженню позашкільної освіти, по формуванню трудових артіль. Був членом місцевих союзів адвокатів та журналістів, одним з організаторів «Кружка політичних захисників» і «Ради адвокатів» Одеської судової палати.
У 1904—1910 роках — член РСДРП та редактор (1905—1906 рр.) першої на Півдні Росії соціал-демократичної газети «Коммерческая Россия». У 1907 році був заарештований одеською поліцією по звинуваченню в належності до революційної організації. Був висланий за межі Російської імперії на два роки (1908—1910 рр.).
З поверненням із-за кордону видав низку науково-популярних і науково-методичних робіт (у виданнях: «Юридический вестник», «Судебная газета», «Вестник права», «Право», «Труды Одесского юридического общества», «Труды Одесского библиографического общества» та ін.), в яких представ як спеціаліст в області карного права і процесу.
З встановленням в Одесі радянської влади займав ключеві посади в різних комісіях та комітетах губернського рівня: завідувач судово-слідчого підвідділу, завідувач відділу юстиції, голова редакційної колегії «Вестника Губернского отдела юстиции», голова народного суду, голова секції робітників печаті, голова секції наукових робітників при союзі робітників освіти, голова юридичного товариства, директор Будинку вчених, член комітету сприяння вченим.

### Науково-педагогічна діяльність
З 1922 року був обіймав посаду професора Одеського інституту народної освіти (ОІНО), з травня 1922 року до січня 1923 року був деканом факультету політичної освіти.
4 серпня 1924 року був звільнений з ОІНО, а викладацьку діяльність продовжив в Одеському інституті народного господарства до 1930 року.
У 1924 році був обраний головою підсекції по вивчанню історії революції соціально-історичної секції Одеської комісії краєзнавства (ОКК) при Всеукраїнської Академії Наук (ВУАН). У 1925—1930 роках був головою всієї соціально-історичної секції та членом редколегії ОКК при ВУАН. У 1922—1924 роках обіймав посаду завідувача губернської комісії по концентрації і вивченню історично-революційних матеріалів та історії партії (Істпарт). Здійснив низку заходів, спрямованих на збирання та зберігання документів з історії революцій і партійних організацій, з історії робітничого руху, селянських повстань в південному регіоні, їх вивчення, систематизацію та опрацювання, а також створення історично-революційного архіву і музею, видання збірок, проведення організаційно-пропагандистської роботи. Брав участь у підготовці святкування ювілеїв: 20-річчя революційних подій 1905 р., 100-річчя повстання декабристів, 10-річчя Жовтневої революції та ін.
Помер у 1941 році в евакуації у Махачкалі.

## Праці
- Новые правила о показаниях при совокупности и повторении преступных деяний/ И. А. Хмельницкий. — Одесса, 1894. — 36 с.
- Судебная реформа и ее деятели/ И. А. Хмельницкий. — Одесса, 1915. — 34 с.
- Несколько слов о Е. Н. Щепкине: Некролог (12 ноября 1920 г.)/ И. А. Хмельницкий. // Советское строительство. — 1920. — № 7 — 8. — С. 5 — 6.
- Памяти профессора Е. Н. Щепкина (К годовщине его смерти — 12 ноября 1920 г.)/ И. А. Хмельницкий // Новый путь. — 1923. — № 1. — С. 52 — 54.
- Из деятельности Одесского Испарта/ И. А. Хмельницкий. // Летопись революции.– 1924. — № 4. — С. 228—230.
- Звіт про діяльність секції /І. А. Хмельницький// Вісник Одеської комісії краєзнавства при ВУАН. — 1925. — Ч. 2 — 3. — С. 114—116.
- Несколько слов о С. И. Мартыновском / И. А. Хмельницкий. // Кандальный звон. — 1927. — № 6. — С. 126—128.
- Памяти ветерана революции — С. И. Мартыновского / И. А. Хмельницкий // Вісник Одеської комісії краєзнавства при ВУАН. Секція соціальноісторична. — 1929. — Ч. 4 — 5. — С. 4 — 6.
- Памяти профессора А. Я. Шпакова / И. А. Хмельницкий.// Вісник Одеської комісії краєзнавства при УАН. Секція соціально-історична. — 1929. — Ч. 4 — 5. — С. 6.

## Родина
- Син: Хмельницький Олександр Ісакович — нарком юстиції УСРР.